# Cruziohyla
Cruziohyla is een geslacht van kikkers uit de familie Phyllomedusidae.
De groep behoorde lange tijd tot de boomkikkers en werd voor het eerst wetenschappelijk beschreven door Julián Faivovich, Célio Fernando Baptista Haddad, Paulo Christiano de Anchietta Garcia, Darrel Richmond Frost, Jonathan Atwood Campbell en Ward C. Wheeler in 2005. De geslachtsnaam Cruziohyla is een eerbetoon aan de Braziliaanse herpetoloog Carlos Alberto Gonçalves da Cruz (1944).
Er zijn drie soorten die voorkomen in delen van Midden- en Zuid-Amerika en leven in de landen Brazilië, Colombia, Costa Rica, Ecuador, Honduras, Nicaragua, Panama en Peru, vermoedelijk ook in Bolivia.

## Soorten
Geslacht Cruziohyla
- Soort Cruziohyla calcarifer
- Soort Cruziohyla craspedopus
- Soort Cruziohyla sylviae

Agalychnis · 
Callimedusa · 
Cruziohyla · 
Hylomantis · 
Phasmahyla · 
Phrynomedusa · 
Phyllomedusa · 
Pithecopus